# Богдан Степан Сенета
Отець Богдан Степан Сенета (27 червня 1913, с. Яксманичі Перемишльського повіту — 11 грудня 2004, Добряни) — український священник (УГКЦ).

## Життєпис
Народився у сім'ї місцевого пароха о. Богдана Сенети і Стефанії з Гайдукевичів. Навчався у Перемишльській чоловічій гімназії, Духовній семінарії у Перемишлі (1934–1939 рр.) У 1939 році єпископ Перемишльський Йосафат Коциловський висвятив його на священника. Душпастирював у с. Уйковичі Радимнянського деканату біля Перемишля, наприкінці 1942 року переведений до с. Добряни і с. Путятичі. Отець Богдан відмовився «возз'єднатися» з РПЦ після Львівського псевдособору 1946 року. Продовжував таємно служити для вірян. 12 березня 1950 року був арештований, звинувачений у «бандпособнічєствє» і висланий на спецпоселення. У 1950–1954 роках відбував заслання у селищі Торба Томської області. Опісля переїхав у радгосп Чорнореченський Хабаровського краю до брата-священика о. Мирослава і сестер Софії та Марії, які також відбували покарання. Працював на засланні як лісоруб та різноробочий. У 1975 році з рідними повернувся в Україну. Продовжував активну душпастирську діяльність: хрестив, сповідав, ховав померлих. Після виходу Церкви з підпілля о. Богдан Сенета у 1990 році отримав дозвіл від митрополита Володимира Стернюка далі душпастирювати в Добрянах. У 1998 році отримав Папську нагороду «За заслуги перед Церквою і Апостольським престолом».
Урочистості з нагоди 100-ліття від дня народження о. Богдана Сенети, греко-католицького священика, довголітнього в'язня сибірських таборів, відбулися 27 червня 2013 року в с. Добряни Городоцького району на Львівщині. Віряни молились на могилі о. Богдана Сенети, похованому на цвинтарі біля церкви св. Івана Богослова.
До організації виставки долучились Інститут Історії Церкви Українського католицького університету, Львівський музей історії релігії. На виставці представлені особисті речі священика, євхаристійний набір, фотографії, архівні документи. Своїми спогадами і свідченнями про ісповідника віри поділились владика Йосиф Мілян, о. Севастьян Дмитрух, о. Іван Кузьмяк, парох с. Добряни, о. Зиновій Микласевич, інші отці, гості і мешканці села. Про працю над експозицією розповіли о. Тарас Бублик (ІІЦ УКУ), Руслана Бубряк (Львівський музей історії релігії), Ірина Коломієць (музей Патріарха Йосифа Сліпого).
У неділю, 30 червня 2013 року в с. Добряни відбулося освячення пам'ятної меморіальної таблиці до 100-річчя з дня народження ісповідника віри.